# 2月25日
2月25日（にがつにじゅうごにち）は、グレゴリオ暦で年始から56日目にあたり、年末まであと309日（閏年では310日）ある。

## できごと

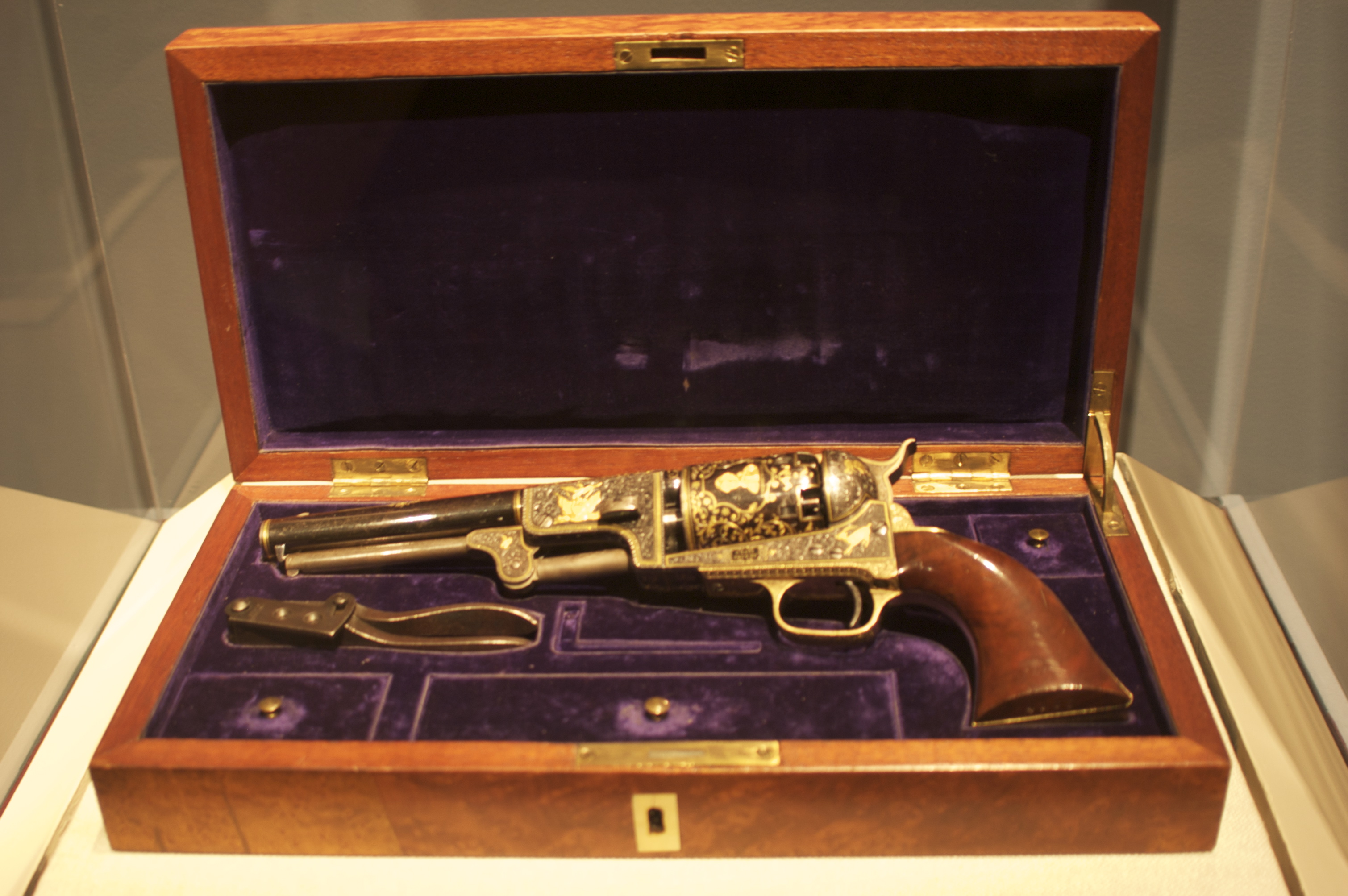
サミュエル・コルト、リボルバーの特許を取得(1836)。

- 50年 - ローマ皇帝クラウディウス、ネロを養子とし、帝位継承者とする。
- 927年（延長5年1月21日） - 藤原忠平が延喜式を奏進する。
- 1570年 - ローマ教皇ピウス5世がイングランド女王エリザベス1世を破門。
- 1634年 - アルブレヒト・フォン・ヴァレンシュタインが皇帝軍の将校により暗殺される。
- 1836年 - サミュエル・コルトが回転式拳銃の特許を取得する。
- 1847年 - アイオワ大学が創設される。
- 1848年 - フランスで、七月王政を倒した二月革命によって第二共和政が開始。
- 1882年 - 偕行社附属遊就館が開館。
- 1890年 - 日本麦酒醸造会社がヱビスビール発売[1]。
- 1898年 - 大師電気鉄道（後の京浜急行電鉄）創立。
- 1901年 - J・P・モルガンがUSスチールを創業。
- 1912年 - マリー＝アデライドが女性として初めてルクセンブルク大公に即位する。
- 1921年 - グルジア民主共和国の首都トビリシをロシア・ソビエト社会主義共和国の赤軍が占領。
- 1925年 - 日本とソ連が1月20日に調印した日ソ基本条約が批准される[2]。
- 1925年 - アラスカにグレイシャーベイ国定公園（現 グレイシャーベイ国立公園）を設置。
- 1925年 - 後のロンドン海軍軍縮会議にて日本海軍初の重巡洋艦となる古鷹型重巡洋艦1番艦「古鷹」が進水。
- 1929年 - 福島県鹿島町で大規模な山火事。16.9キロ平方メートルの山林が焼失[3]。
- 1932年 - アドルフ・ヒトラーがドイツ国籍を取得する。 暁型駆逐艦4番艦電が進水。
- 1933年 - アメリカ海軍の空母「レンジャー」が進水。
- 1940年 - 第二次世界大戦・冬戦争: ホンカニエミの戦い始まる。
- 1940年 - 第二次世界大戦: スウェーデン・デンマーク・ノルウェーの外相会談で、第二次世界大戦に対する中立を宣言。
- 1941年 - ナチス・ドイツ占領下のアムステルダムで市民がユダヤ人政策に抗議するゼネラル・ストライキを行う。
- 1942年 - 第二次世界大戦: 「ロサンゼルスの戦い」。サンタモニカ上空を飛行する物体を米軍が日本軍機と誤認。全市停電が実施され、午前3時すぎから1時間以上対空砲火が続けられた[4]。
- 1943年 - 第二次世界大戦: 「フェザーストン事件」。ニュージーランド北島のフェザーストン捕虜収容所で、刑務作業をストライキした日本人捕虜に看守が発砲し、暴動が起こる。日本人捕虜48名と看守1名が死亡し、63名が負傷した[5]。
- 1945年 - 第二次世界大戦: トルコがドイツに宣戦布告。
- 1946年 - 日本で、金融緊急措置令に基づく旧円と新円の交換が開始。
- 1947年 - 八高線列車脱線転覆事故発生。
- 1947年 - ドイツのプロイセンが廃止。
- 1948年 - 二月政変: チェコスロバキアで共産党がクーデターによって実権を掌握する。
- 1951年 - ブエノスアイレスで第1回パンアメリカン競技大会が始まる。
- 1956年 - ソ連共産党第20回大会において、フルシチョフ第一書記がスターリン批判の演説を行う。
- 1957年 - 岸信介が56代内閣総理大臣に就任し、第1次岸内閣が発足。
- 1962年 - 東海道本線鷲津駅構内で貨物列車が脱線。タンク車から濃硫酸が流出して浜名湖へ流入、養殖ノリ約40万枚が全滅[6]。
- 1964年 - カシアス・クレイ（後のモハメド・アリ）が世界ヘビー級王者ソニー・リストンを7回TKOで倒し新王者になる。
- 1964年 - 北朝鮮で、封建的な土地所有制度を廃止し、全てを集団農場の所有とする。
- 1968年 - ベトナム戦争: ハミの虐殺。
- 1969年 - 日本初の駅売りタブロイド判夕刊紙『夕刊フジ』が創刊[7]。
- 1969年 - テレビ大分設立。
- 1971年 - カナダ初の原子力発電所・ピカリング原子力発電所が商用発電を開始。
- 1973年 - 大阪ニセ夜間金庫事件が発生。
- 1977年 - 第二次世界大戦終結後、初めて日本が独自開発した戦闘機F-1の量産1号機がロールアウト。
- 1977年 - 慶応4年（1868年）生まれの中山イサが死去し、出生記録が確認できる江戸時代生まれの人物が全員この世を去った。
- 1978年 - 映画『未知との遭遇』が日本で公開。
- 1980年 - スリナムでデシ・ボーターセ陸軍曹長が軍事クーデターを起こし、軍部が実権を掌握。
- 1981年 - 韓国で、前年に発効した第五共和国憲法に基づく大統領選挙が行われ、全斗煥が当選。
- 1986年 - エドゥサ革命: フィリピンでコラソン・アキノが大統領就任宣誓を行う。マルコス前大統領はハワイに脱出。
- 1988年 - 盧泰愚が第13代韓国大統領に就任。
- 1991年 - 湾岸戦争: イラク軍が発射したスカッドミサイルがダーランの米軍兵舎に着弾、28名の死者が出る。
- 1992年 - ナゴルノ・カラバフ戦争: ホジャリ大虐殺。
- 1992年 - 国際連合安全保障理事会がサンマリノの国際連合加盟を総会に勧告する決議を採択。サンマリノはのち3月2日に加盟。
- 1993年 - 金泳三が第14代韓国大統領に就任。
- 1994年 - ヘブロンでマクペラの洞窟虐殺事件が起こる。
- 1998年 - 金大中が第15代韓国大統領に就任。
- 2003年 - 盧武鉉が第16代韓国大統領に就任。
- 2004年 - 行政機関、交通、報道、通信などで希望する機関に対し緊急地震速報の試験運用を開始。対象は、九州東岸から関東までの地域。
- 2006年 - 世界人口が65億人に達する。
- 2008年 - 李明博が第17代韓国大統領に就任。
- 2009年 - トルコ航空1951便墜落事故が起こる。
- 2013年 - 朴槿恵が第18代韓国大統領に就任[8]。
- 2018年 - 2月9日から開催されていた平昌オリンピックがこの日閉幕[9]。
- 2019年 - トヨタ自動車は、LEXUS（レクサス）の世界累計販売台数が1000万台に達したと発表[10]。
- 2022年 - ロシア軍が、ウクライナの首都キエフへの侵攻開始[11]。

## 誕生日

### 人物

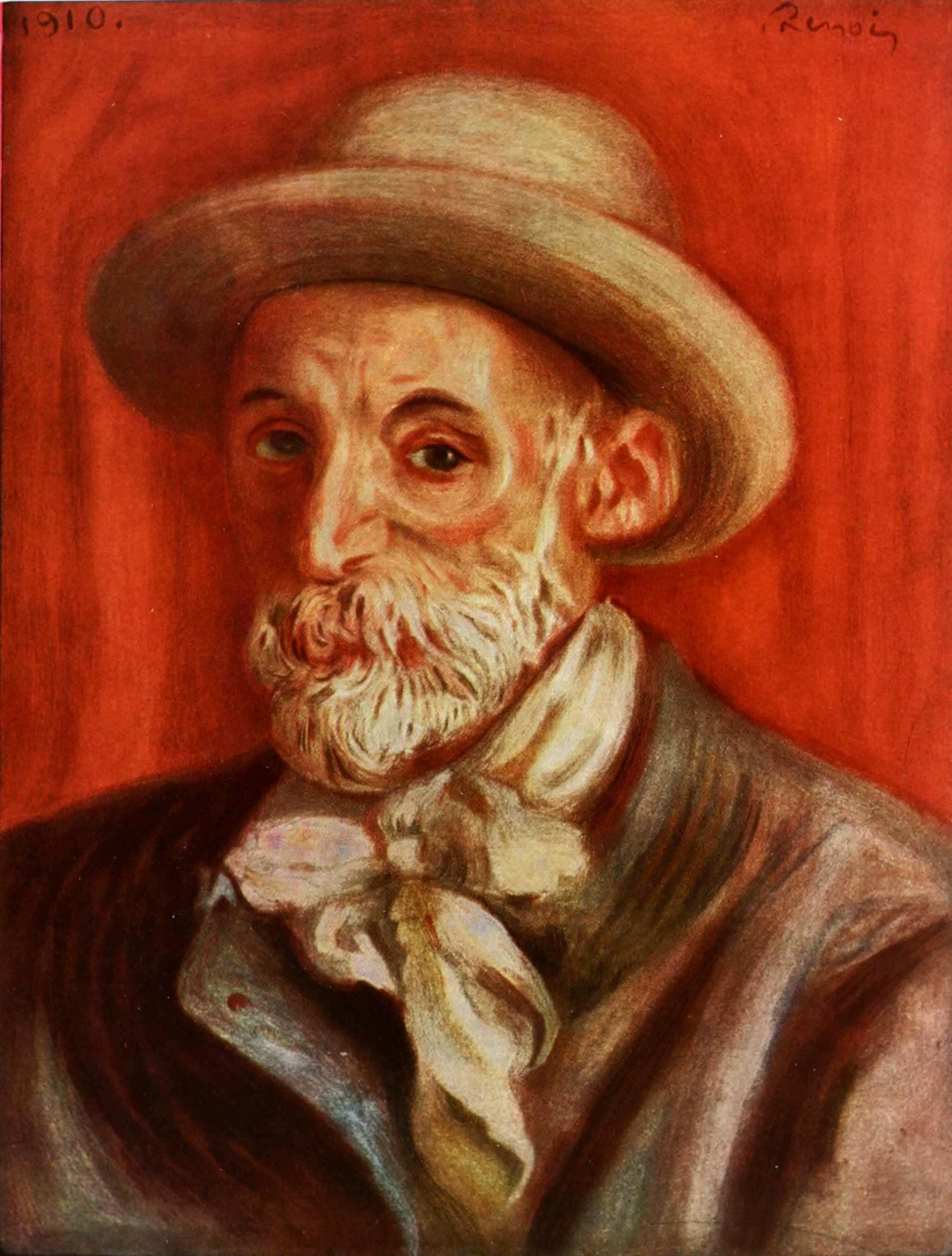
印象派の画家ルノワール(1841-1919)生誕。画像は自画像。

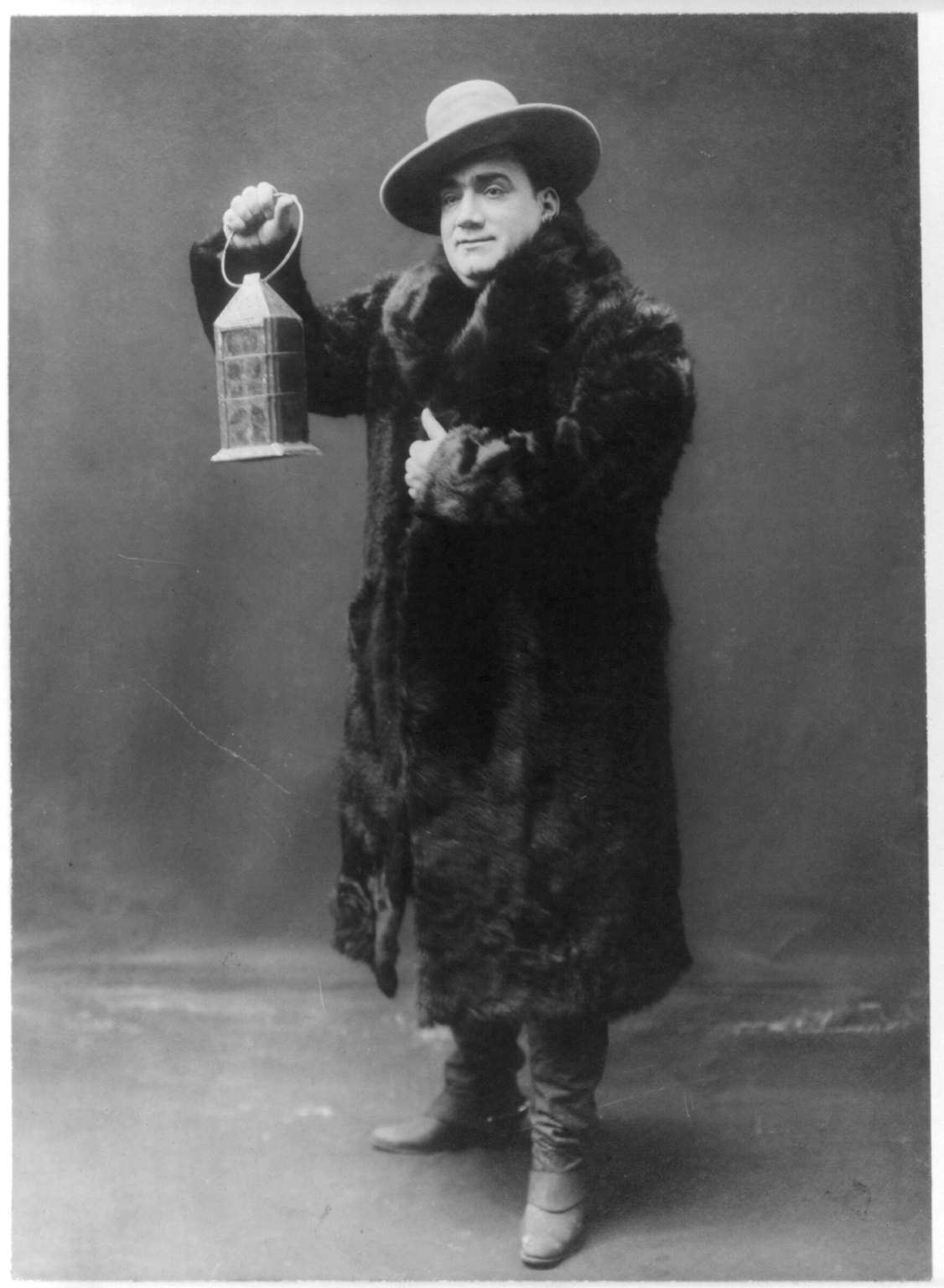
テノール歌手エンリコ・カルーソー(1873-1921)生誕。

- 1638年（寛永15年1月12日）- 今出川公規、公家（+ 1697年）
- 1692年（元禄5年1月9日） - 京極高或、第3代丸亀藩主、（+ 1724年）
- 1707年 - カルロ・ゴルドーニ、劇作家（+ 1793年）
- 1711年（正徳元年1月9日） - 徳川五郎太、第5代尾張藩主（+ 1713年）
- 1764年（宝暦14年1月24日） - 本多忠典、第2代岡崎藩主、（+ 1790年）
- 1778年 - ホセ・デ・サン・マルティン、軍人、ペルーの国家元首（+ 1850年）
- 1778年（安永7年1月29日） - 内藤政峻、第3代挙母藩主、（+ 1822年）
- 1779年（正徳元年1月10日） - 前田利考、第8代大聖寺藩主（+ 1806年）
- 1787年（天明7年1月8日） - 新庄直計、第12代麻生藩主、（+ 1845年）
- 1800年（元禄5年2月2日） - 牧野康明、第7代小諸藩主、（+ 1827年）
- 1820年（文政3年1月12日） - 板倉勝殷、第6代安中藩主、（+ 1873年）
- 1828年（文政11年1月11日） - 山本覚馬、会津藩士、砲術家（+ 1892年）
- 1841年 - ルノワール、画家、彫刻家（+ 1919年）
- 1845年 - リップ・パイク、プロ野球選手（+ 1893年）
- 1847年（弘化4年1月11日） - 野口小蘋、南画家、日本画家（+ 1917年）
- 1861年 - サンティアゴ・ルシニョール、画家（+ 1931年）
- 1862年 - ヘレン・バンナーマン、児童文学作家（+ 1946年）
- 1866年 - ベネデット・クローチェ、思想家、歴史家（+ 1952年）
- 1873年 - エンリコ・カルーソー、テノール歌手（+ 1921年）
- 1877年 - ノルベルト・ヨークル、アルバニア語学者（+ 1942年）
- 1878年 - 松根東洋城、俳人（+ 1964年）
- 1879年 - 平沼亮三、実業家、政治家（+ 1959年）
- 1879年 - 芝田徹心、文部官僚、教育者（+ 1950年）
- 1881年 - アレクセイ・ルイコフ、革命家、政治家（+ 1938年）
- 1884年 - 安井武雄、建築家（+ 1955年）
- 1885年 - アリス・オブ・バッテンバーグ、ギリシャ王子アンドレアスの妃（+ 1969年）
- 1888年 - ジョン・フォスター・ダレス、政治家（+ 1959年）
- 1889年 - ゴードン・ドブソン、物理学者、気象学者（+ 1976年）
- 1890年 - 志摩清英、軍人（+ 1973年）
- 1890年 - マイラ・ヘス、ピアニスト（+ 1965年）
- 1892年 - 加藤勘十、政治家（+ 1978年）
- 1894年 - メハー・ババ、宗教家（+ 1969年）
- 1895年 - バート・ベル、アメリカンフットボールコーチ（+ 1959年）
- 1900年 - 大塚敬節、医師（+ 1980年）
- 1901年 - ゼッポ・マルクス、喜劇俳優、マルクス兄弟の五男（+ 1979年）
- 1902年 - 正田建次郎、数学者（+ 1977年）
- 1902年 - 曾我廼家五郎八、喜劇俳優（+ 1998年）
- 1903年 - ゲルハルト・シュラーダー、有機化学者（+ 1990年）
- 1903年 - 窪川鶴次郎、文芸評論家（+ 1974年）
- 1907年 - 市川右太衛門、俳優（+ 1999年）
- 1908年 - 宮川一夫、撮影技師（+ 1999年）
- 1910年 - 松島正幸、画家（+ 1999年）
- 1911年 - 伊達正男、元野球選手（+ 1992年）
- 1913年 - ゲルト・フレーベ、俳優（+ 1988年）
- 1913年 - 内田義彦、経済学者、哲学者（+ 1989年）
- 1917年 - アンソニー・バージェス、小説家（+ 1993年）
- 1917年 - 茅野健一、プロ野球選手（+ 没年不詳）
- 1918年 - ボビー・リッグス、テニス選手（+ 1995年）
- 1920年 - 飯田庸太郎、実業家、元三菱重工業社長・会長（+ 2002年）
- 1922年 - 田邊誠、政治家（+ 2015年）
- 1923年 - 梶原武雄、囲碁棋士（+ 2009年）
- 1924年 - 黒岩重吾、小説家（+ 2003年）
- 1926年 - 多湖輝、心理学者（+ 2016年）
- 1927年 - 植木等、俳優、タレント（+ 2007年[12]）※実際の生年月日は1926年12月25日
- 1927年 - 谷村昌彦、俳優（+ 2000年）
- 1928年 - 山本草二、国際法学者（+ 2013年）
- 1930年 - 飯島耕一、詩人（+ 2013年）
- 1931年 - 島崎雪子、女優、シャンソン歌手
- 1933年 - ウイリー沖山、歌手（+ 2020年[13]）
- 1934年 - ケーシー高峰、漫談家（+ 2019年[14]）
- 1937年 - エゴール・ストローエフ、政治家
- 1937年 - ボブ・シーファー、ジャーナリスト
- 1937年 - ジュラ・ジボツキー、陸上競技選手（+ 2007年）
- 1938年 - 千葉吟子、元体操競技選手
- 1938年 - 松村龍二、政治家
- 1939年 - 金山明博、アニメーター
- 1940年 - 森田公一、歌手、作曲家
- 1941年 - 鹿内孝、歌手、俳優
- 1942年 - カレン・グラッスル、女優
- 1943年 - 河野ヨシユキ、歌手
- 1943年 - ジョージ・ハリスン、ミュージシャン（+ 2001年）
- 1945年 - 松岡利勝、政治家（+ 2007年）
- 1945年 - 山下智茂、高校野球指導者
- 1946年 - ジャン・トッド、自動車技術者
- 1947年 - エディ・トムソン、サッカー監督（+ 2003年）
- 1947年 - リー・エバンス、陸上競技選手
- 1947年 - ジョルジュ・ドン、バレエダンサー（+ 1992年）
- 1947年 - 川崎燎、ジャズギタリスト
- 1949年 - リック・フレアー、プロレスラー
- 1950年 - ニール・ジョーダン、映画監督
- 1950年 - ネストル・キルチネル、政治家、第55代アルゼンチン大統領
- 1951年 - 近田春夫、ミュージシャン
- 1951年 - ドン・クォーリー、陸上競技選手
- 1953年 - キム・ヨンチョル、俳優
- 1953年 - 坂田靖子、漫画家
- 1953年 - ホセ・マリア・アスナール・ロペス、政治家、第4代スペイン首相
- 1954年 - 石井苗子、女優、テレビキャスター
- 1954年 - 波多野健、テレビプロデューサー
- 1955年 - 赤阪尊子、保険外交員、元フードファイター
- 1956年 - 佐藤和孝、ジャーナリスト
- 1957年 - 吉目木晴彦、小説家
- 1959年 - 都裕次郎、元プロ野球選手
- 1960年 - 二宮清純、スポーツジャーナリスト
- 1960年 - あべさより、漫画家
- 1961年 - 岡安由美子、女優
- 1962年 - 寺脇康文、俳優
- 1962年 - 水谷規男、法学者
- 1962年 - 矢野きよ実、書道家、ローカルタレント
- 1962年 - ビルギット・フィッシャー、カヌー選手
- 1963年 - 村山一弥、国土交通技官
- 1963年 - 櫻井義之、政治家
- 1964年 - 橋本じゅん、俳優、声優
- 1965年 - 重田康光、光通信創業者
- 1965年 - 栗生澤淳一、バレーボール選手
- 1965年 - シルヴィ・ギエム、バレエダンサー
- 1965年 - スザンナ・ラハカモ、フィギュアスケート選手
- 1966年 - 梶原善、俳優
- 1966年 - ティア・レオーニ、女優
- 1966年 - 神野三鈴、女優
- 1968年 - 貫井徳郎、推理作家
- 1968年 - ウム・サンガレ、 歌手
- 1970年 - 三遊亭神楽、落語家
- 1970年 - 菅原加織、俳優（+ 2001年）
- 1971年 - 玉木重雄、元プロ野球選手
- 1971年 - ダニエル・パウター、ミュージシャン
- 1971年 - ショーン・アスティン、俳優
- 1971年 - 田中勝春、騎手
- 1971年 - 高橋憲幸、元プロ野球選手
- 1971年 - 中尾美穂、フリーアナウンサー、ラジオパーソナリティ
- 1971年 - 桂吉弥、落語家
- 1972年 - 有野晋哉、お笑いタレント（よゐこ）
- 1972年 - 野口裕司、元サッカー選手
- 1973年 - エレーヌ・ド・フジュロル、女優
- 1973年 - 高野あゆ美、女優、タレント
- 1974年 - 森久保祥太郎、声優
- 1974年 - 北山たけし、演歌歌手
- 1974年 - シャノン・スチュワート、元プロ野球選手
- 1974年 - ドミニク・ラーブ、政治家
- 1975年 - 千葉千恵巳、声優
- 1976年 - 大翔山豪志、元大相撲力士
- 1976年 - フィフィ、タレント
- 1977年 - ラモン・ラミレス、元プロ野球選手
- 1978年 - 伊与田一範、元プロ野球選手
- 1978年 - 中澤佑二、元プロサッカー選手
- 1978年 - 常田真太郎、ミュージシャン（スキマスイッチ）
- 1978年 - 宮崎京、ファッションモデル、女優
- 1978年 - 桜月舞、AV女優
- 1981年 - 戸部洋子、アナウンサー
- 1981年 - 朴智星、元サッカー選手
- 1982年 - 大谷雅恵、歌手、女優
- 1982年 - 野崎恵、元タレント
- 1982年 - 葉川空美、元タレント
- 1982年 - 阪本章史、自転車競技（BMX）選手
- 1982年 - 中村愛、タレント
- 1982年 - クリス・ベアード、サッカー選手
- 1982年 - フラビア・ペンネッタ、テニス選手
- 1983年 - 三浦勇雄、ライトノベル作家
- 1983年 - 八重樫東、プロボクサー
- 1983年 - 小向杏奈、AV女優
- 1983年 - エドゥアルド・ダ・シルヴァ、サッカー選手
- 1984年 - 安藤亜実、舞台女優
- 1984年 - 松本若菜、女優
- 1984年 - 越智志帆、歌手（Superfly）
- 1984年 - w-shun、ボーカリスト
- 1984年 - 草野華余子、シンガーソングライター、作詞家、作曲家
- 1985年 - YOKO、元AV女優
- 1985年 - 竹中愛、タレント
- 1986年 - 手束真知子、歌手、タレント、元アイドル（元SKE48、元SDN48）
- 1986年 - 宮澤ケイト、元AV女優
- 1986年 - 柳川洋平、元プロ野球選手
- 1986年 - ダニー・ソーシド、歌手
- 1986年 - エリック・コーディエ、元プロ野球選手
- 1987年 - アンドリュー・ポジェ、フィギュアスケート選手
- 1987年 - アンドリュー・ワーナー、元プロ野球選手
- 1987年 - フィル・アーウィン、元プロ野球選手
- 1988年 - 小島由利絵、元タレント
- 1988年 - 南しずか、AV女優
- 1988年 - シン・イェジ、フィギュアスケート選手
- 1989年 - 花澤香菜[15]、タレント、声優、女優
- 1989年 - 鹿沼憂妃、ファッションモデル
- 1989年 - 最上もが、女優、元アイドル（元でんぱ組.inc）
- 1989年 - 翔月なつみ、プロレスラー
- 1990年 - 金民友、サッカー選手
- 1990年 - 王娜、バレーボール選手
- 1990年 - アレハンドラ・アンドレウ、モデル
- 1991年 - 天野莉絵、ファッションモデル、タレント
- 1991年 - 瀬尾有耶、バレーボール選手
- 1992年 - 杉浦稔大、プロ野球選手
- 1992年 - 寉岡萌希、女優
- 1992年 - 夏代孝明、音楽家、ボカロP
- 1992年 - ホルヘ・ソレア、プロ野球選手
- 1992年 - 松山英樹、プロゴルファー
- 1993年 - 津野彩華、バスケットボール選手
- 1993年 - 金子丈、元プロ野球選手
- 1994年 - 南のりか、AV女優
- 1994年 - ウージニー・ブシャール、テニス選手
- 1995年 - マリオ・ヘゾニャ、バスケットボール選手
- 1995年 - ペトル・ツォウファル、フィギュアスケート選手
- 1995年 - ダーマ、YouTuber（フィッシャーズ）
- 1995年 - 稲葉曇、ボカロP
- 1995年 - あいきけんた、ものまねタレント
- 1996年 - ウルフ・アロン、柔道家
- 1997年 - 相馬勇紀、サッカー選手
- 1997年 - クリスティーナ・アスタホワ、フィギュアスケート選手
- 1997年 - 上村海成[16]、俳優、モデル
- 1997年 - 佐奈宏紀、俳優、モデル
- 1997年 - 中西悠綺、女優、歌手（元Tokyo Cheer2 Party）
- 1997年 - イザベル・ファーマン、女優
- 1997年 - 月城莉奈、声優
- 1999年 - ジャンルイジ・ドンナルンマ、サッカー選手
- 1999年 - 一岡伶奈、アイドル（BEYOOOOONDS）
- 1999年 - 吉本ひかる、プロゴルファー
- 2000年 - 富田望生[17]、女優
- 2002年 - 鈴木あんず、VRアイドル（えのぐ）
- 生年不詳 - 稲岡晃大[18]、声優
- 生年不詳 - 小林俊彦、漫画家

### 人物以外（動物など）
- 2010年 - メイショウマンボ、競走馬、繁殖牝馬
- 2012年 - シングウィズジョイ、競走馬（+ 2017年）

## 忌日

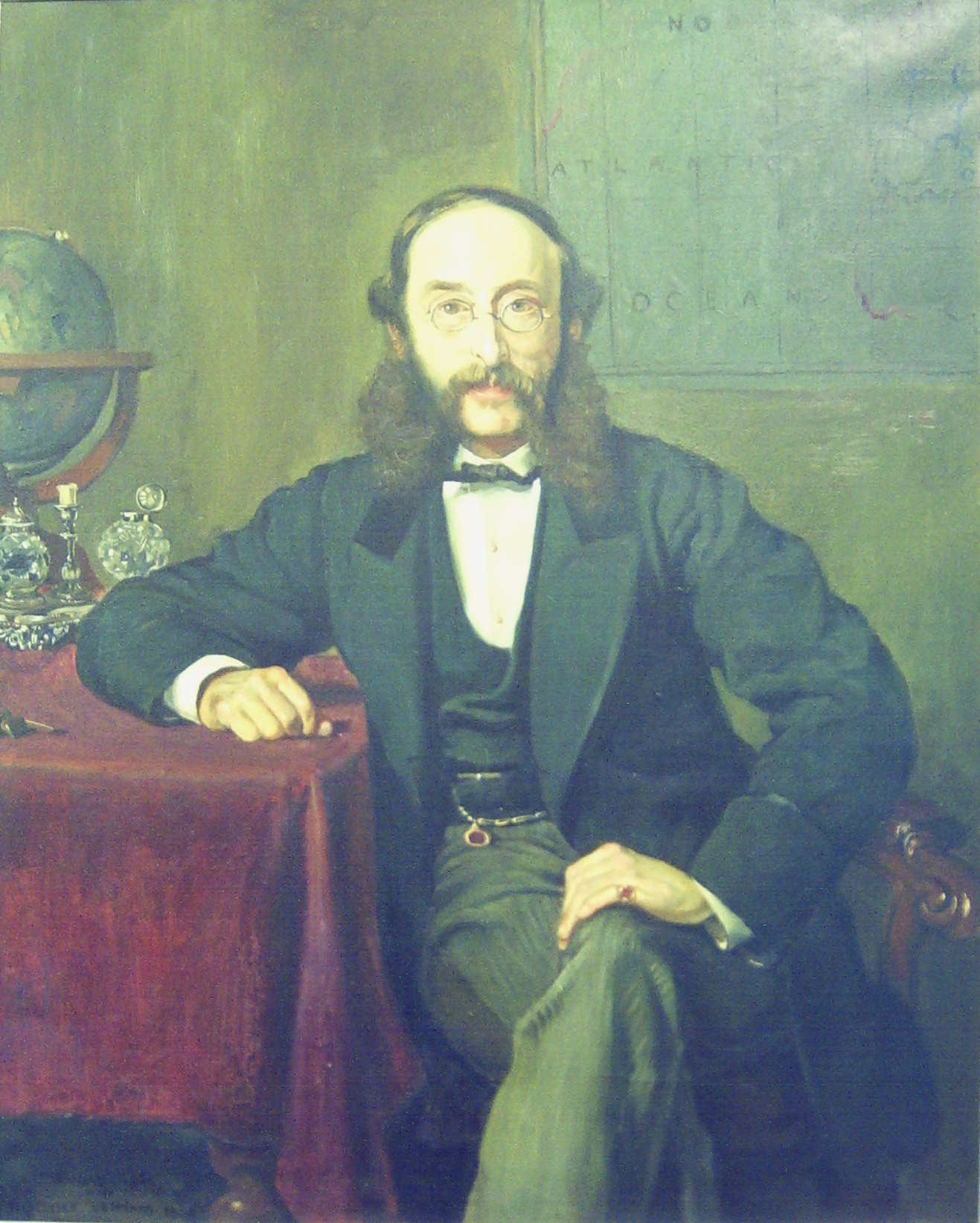
通信社ロイター創業者ポール・ジュリアス・ロイター(1816-1899)没。

- 1553年（天文22年閏1月13日） - 平手政秀、戦国武将（* 1492年）
- 1577年 - エリク14世、スウェーデンヴァーサ朝第4代国王（* 1533年）
- 1634年 - アルブレヒト・フォン・ヴァレンシュタイン、三十年戦争期のボヘミア傭兵（* 1583年）
- 1682年 - アレッサンドロ・ストラデッラ、作曲家（* 1644年）
- 1713年 - フリードリヒ1世、初代プロイセン国王（* 1657年）
- 1723年 - クリストファー・レン、建築家（* 1632年）
- 1835年 - フリードリヒ・マクシミリアン・クリンガー、作家（* 1752年）
- 1850年（道光30年1月14日） - 道光帝、清の第8代皇帝（* 1782年）
- 1878年 - タウンゼント・ハリス、外交官（* 1804年）
- 1899年 - ポール・ジュリアス・ロイター、ロイター創業者（* 1816年）
- 1901年 - ヴォイチェフ・ゲルソン、画家（* 1831年）
- 1906年 - アントン・アレンスキー、作曲家（* 1861年）
- 1912年 - ギヨーム4世、ルクセンブルク大公（* 1852年）
- 1914年 - ジョン・テニエル、イラストレーター（* 1820年）
- 1926年 - オットー・ヘス、プロ野球選手（* 1878年）
- 1934年 - ジョン・マグロー、プロ野球選手（* 1873年）
- 1947年 - フリードリッヒ・パッシェン、物理学者（* 1865年）
- 1953年 - 斎藤茂吉、歌人（* 1882年）
- 1953年 - 桂春団治 (2代目)、落語家（* 1894年）
- 1965年 - レオ・シロタ、ピアニスト（* 1885年）
- 1970年 - マーク・ロスコ、画家（* 1903年）
- 1971年 - テオドール・スヴェドベリ、化学者（* 1884年）
- 1979年 - ハインリヒ・フォッケ、航空エンジニア（* 1890年）
- 1982年 - クリスチャン・シャド、画家（* 1894年）
- 1983年 - テネシー・ウィリアムズ、劇作家（* 1911年）
- 1993年 - 安房直子、児童文学作家（* 1943年）
- 1994年 - ジョー・ウォルコット、プロボクサー（* 1914年）
- 1944年 - 北山年夫、俳優、声優、劇作家、演出家 (* 1922年)
- 1994年 - バールーフ・ゴールドシュテイン、テロリスト（* 1956年）
- 1995年 - 呉振宇、軍人、元朝鮮民主主義人民共和国人民武力部長（国防大臣）（* 1917年）
- 1995年 - 城達也、声優（* 1931年）
- 1996年 - ハイン・S・ニョール、俳優（* 1940年）
- 1997年 - カル・エイブラムス、元プロ野球選手（* 1924年）
- 1997年 - 李韓永、活動家（* 1961年）
- 1999年 - グレン・シーボーグ、化学者、物理学者（* 1912年）
- 2000年 - 福島譲二、政治家、第12-14代熊本県知事、第53代労働大臣（* 1927年）
- 2003年 - 上田藤夫、元プロ野球選手、審判（* 1912年）
- 2003年 - 柏木敏夫、プロ野球審判員（* 1931年）
- 2004年 - 船橋孝樹、ミュージシャン（* 1952年）
- 2005年 - ピーター・ベネンソン、アムネスティ・インターナショナル創立者（* 1921年）
- 2006年 - ダーレン・マクギャヴィン、俳優（* 1922年）
- 2007年 - 飯田龍太、俳人（* 1920年）
- 2008年 - 塚越敏、ドイツ文学者（* 1917年）
- 2008年 - Genoa Keawe、ハワイアン音楽のミュージシャン（* 1918年）
- 2008年 - 渡邊五郎、農林官僚、元食糧庁長官、元日本中央競馬会理事長（* 1926年）
- 2008年 - テレニン晃子、闘病記著者（* 1972年）
- 2008年 - Static Major、音楽プロデューサー（* 1974年）
- 2009年 - フィリップ・ホセ・ファーマー、SF作家（* 1918年）
- 2009年 - イアン・カー、トランペット奏者（* 1933年）
- 2009年 - 稲越功一、写真家、ライター、グラフィックデザイナー（* 1941年）
- 2012年 - モーリス・アンドレ、トランペット奏者（* 1933年）
- 2013年 - 高橋武生、検察官、弁護士、元福岡高等検察庁検事長、元証券取引等監視委員会委員長（* 1935年）
- 2014年 - 安川英昭、実業家、元セイコーエプソン社長（* 1931年）
- 2014年 - マリオ・コルナ、サッカー選手（* 1935年）
- 2015年 - 野中英二、政治家、第18代国土庁長官（* 1920年）
- 2016年 - トニー・バートン、俳優（* 1937年）
- 2016年 - 板倉徹、脳神経外科医、元和歌山県立医科大学学長、同大学名誉教授（* 1946年）
- 2017年 - 円谷峻、民法学者、横浜国立大学名誉教授（* 1945年）
- 2017年 - ビル・パクストン、俳優（* 1955年）
- 2017年 - 中西俊夫、ミュージシャン、音楽プロデューサー、イラストレーター（* 1956年）
- 2017年 - ニール・フィングルトン、俳優（* 1980年）
- 2018年 - 山岸宜公、チェリスト、指揮者（* 1940年）
- 2018年 - ウィリアム・ピニェイロ・ロドリゲス、サッカー選手（* 1989年）
- 2019年 - 松尾文夫、ジャーナリスト（* 1933年）
- 2020年 - ドミトリー・ヤゾフ、軍人、政治家、元ソビエト連邦国防相（* 1924年）
- 2020年 - ホスニー・ムバーラク、軍人、政治家、第2代エジプト・アラブ共和国大統領（* 1928年）
- 2020年 - 浜名優美、仏文学者、南山大学名誉教授（* 1947年）
- 2020年 - 橋本和久、ゲームプログラマー（* 1958年）
- 2020年 - 浦賀和宏、小説家（* 1978年）
- 2021年 - 渡部弘、元プロ野球選手（* 1924年）
- 2021年 - ジョン・マラード、医学物理学者（* 1927年）
- 2021年 - 菅谷政子、声優（* 1937年）
- 2022年 - ファラ・フォーク、女優（* 1968年）
- 2022年 - オレクサンドル・オクサンチェンコ、軍人、パイロット（* 1968年）
- 2023年 - ゴードン・ピンゼント、俳優（* 1930年）
- 2023年 - 白倉茂生、実業家、元中国電力社長（* 1936年）
- 2023年 - 加藤千麿、銀行家、元名古屋銀行会長（* 1938年）
- 2023年 - 千田光男、声優（* 1940年）
- 2023年 - 西村香景、俳優、歌手（* 1961年）
- 2024年 - 寺越友枝、長期間失踪者、寺越事件当事者（* 1931年）
- 2024年 - 宮原岩政、政治家、元JA佐賀中央会会長（* 1941年または1942年）
- 2024年 - 宗慶後、実業家、政治家、娃哈哈創業者、元全国人民代表大会代表（* 1945年）
- 2024年 - アーロン・ブッシュネル、空軍軍人（* 1998年）
- 2025年 - ロベルト・オーチー、脚本家 (* 1973年)

## 記念日・年中行事

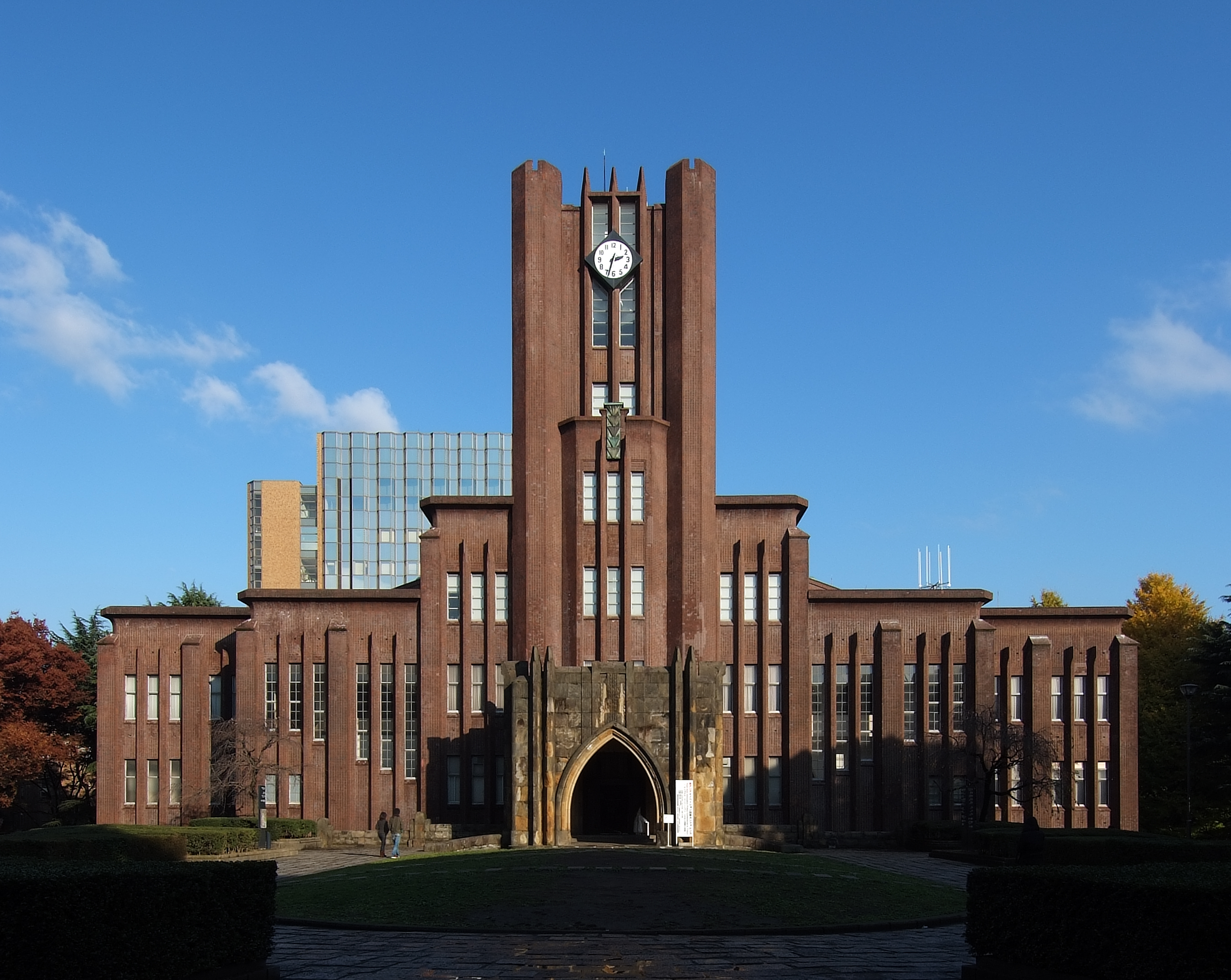
日本の国立大学の多くは2月25日に二次試験を行う

- エドゥサ革命記念日（ フィリピン）
1986年のこの日、エドゥサ革命でコラソン・アキノが大統領就任宣誓を行った。
- ソビエト占領記念日（英語版）（ ジョージア）
1921年のこの日、グルジア民主共和国の首都トビリシをロシア・ソビエト社会主義共和国の赤軍が占領した。
- ナショナルデー（ クウェート）
クウェートの建国記念日。1950年のこの日、アブドゥッラー3世の戴冠式が行われたことを記念。ただし、実際は1961年6月19日にイギリスから独立した[19]。
- 毎年のこの日は日本全国の多くの国立大学で2次試験（前期）が開催される。
- 夕刊紙の日（ 日本）
1969年のこの日、日本初の駅売り専門の夕刊紙『夕刊フジ』が創刊したことにちなむ[20]。
- 箱根用水完成の日（ 日本）
1670年（寛文10年）のこの日、日本の土木史上重要な意味を持つ箱根用水（昔は深良用水）が完成した。湖尻峠に約1200mのトンネルを掘って、芦ノ湖の水を富士山麓の村に導く用水で、深良村（現在の裾野市）の名主・大庭源之丞らが中心となって5年かけて完成させた[21]。
- 和良比はだか祭り（ 日本）
千葉県四街道市の和良比皇産霊神社（わらびみむすびじんじゃ）の五穀豊穣と厄除けを祈る祭礼。別名「どろんこ祭り」として広く知られる。午前11時からの神事は見学できないが、午後1時からの裸衆祭礼（お祓い）、幼児祭礼（子ども参り）、泥投げ・騎馬戦、総代胴上げは一般見学が可能[22]。
- 梅花祭（ 日本）
菅原道真は、延喜3年2月25日（903年3月26日）、左遷先の大宰府で薨去。道真公の没後、政敵の藤原時平は急死し、醍醐天皇の皇子が相次いで病死。また、京都では疫病や落雷事故など天変地異が続いたため、菅原道真の祟りと怖れられた。942（天慶5）年、多治比文子が北野の右近馬場に社殿をかまえて菅原道真の霊を祀るべしという御神託をうけ、村上天皇天暦元年（947年）北野天満宮が創建された。菅原道真の命日にあたるこの日、北野天満宮では梅花祭が催される。